# Zagné
Zagné est une localité située à l'ouest de la Côte d'Ivoire et appartenant au département de Guiglo, dans la Région du Moyen-Cavally. La localité de Zagné est une commune.

## Personnalités liées à la région
- Ade Liz, chanteuse